# Sint-Victorinstituut

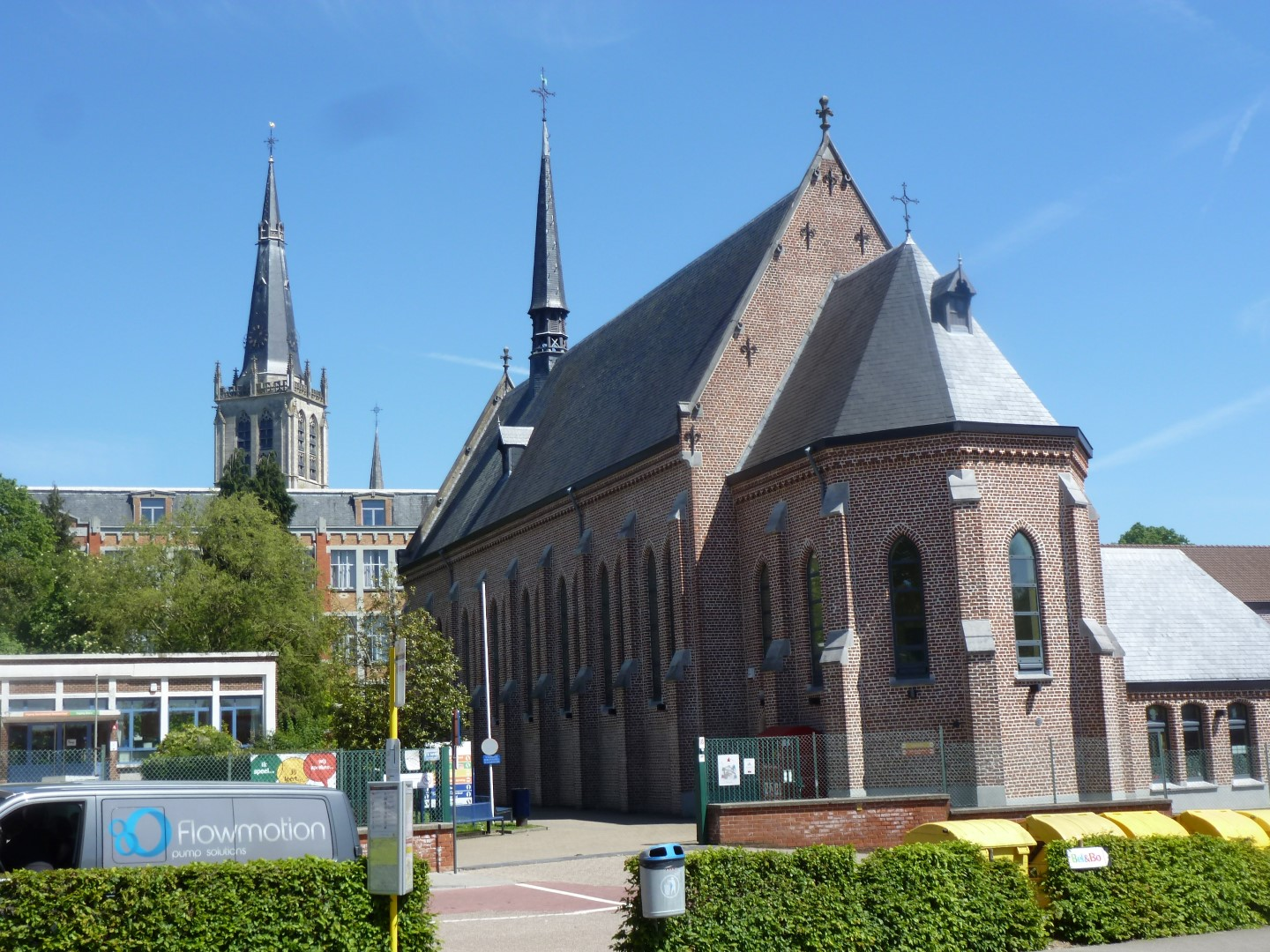
Kapel Sint-Victorinstituut

Het Sint-Victorinstituut is een klooster en onderwijsinstituut in de tot de Vlaams-Brabantse gemeente Beersel behorende plaats Alsemberg, gelegen aan de Brusselsesteenweg 20.

## Geschiedenis
Het instituut werd geleid door de Broeders van Onze-Lieve-Vrouw van Barmhartigheid, gesticht door Victor Scheppers. In 1844 werd daartoe de voormalige herberg de Drij Koningen aangekocht. In 1861 kwamen vier broeders aan welke het pand verbouwden tot een school. Dit pand werd in 1892 gesloopt nadat, vanaf 1863, nieuwe school- en kloostergebouwen werden opgericht. In 1867 werd een kapel gebouwd die later een profane functie kreeg. In 1892 werd een nieuw, groot klooster gebouwd. In 1898 werd een nieuwe, neogotische, kapel ingewijd. Deze werd ontworpen door Jules Coomans.
Van al deze gebouwen bleven de kapel, het klooster van 1892, en de vleugels van 1867 en 1887 bewaard. Vanaf 1921 was er een nieuwe bouwcampagne, mede omdat de normaalschool -oorspronkelijk bedoeld om de broeders op te leiden- vanuit Mechelen naar Alsemberg werd overgebracht. In 1931-1932 werd een monumentale vleugel in art decostijl gebouwd naar ontwerp van A. Hendrickx. Het laatste gebouw van deze campagne, een auditorium, kwam in 1966 gereed.
In 1976 werd het internaat gesloten. De kapel werd in 1979 omgebouwd tot turnzaal.